# Herbalife Nutrition
Herbalife Nutrition es una compañía de nutrición y una empresa de comercialización de múltiples niveles que desarrolla y comercializa productos nutricionales para el control de peso, dietas deportivas y cuidado personal. La sede central se encuentra en Los Angeles, CA.
En 1980, la empresa fue fundada por el empresario Mark R. Hughes en Los Ángeles, donde todavía se encuentra su sede corporativa. La empresa opera internacionalmente y distribuye sus productos en 94 países a través de una red de aproximadamente 4,5 millones de distribuidores independientes. Emplea aproximadamente a 8900 personas en todo el mundo.
La compañía ha sido criticada por, entre otros, el administrador de fondos de cobertura Bill Ackman de Pershing Square Capital, quien sostiene que Herbalife opera un «sofisticado esquema piramidal», después de tomar posesión de venta corta de mil millones en acciones de Herbalife. La compañía niega estas acusaciones, no obstante, en marzo de 2014, la Comisión Federal de Comercio y el estado de Illinois iniciaron una investigación a Herbalife. En julio de 2016, Herbalife acordó con la FTC  "reestructurar fundamentalmente" su negocio (en Estados Unidos pero no en todo el mundo) y en pagar una multa de 200 millones de dólares. Se enviaron cheques de reembolso parcial a 350.000 distribuidores en enero de 2017.

## Historia
En febrero de 1980, Mark Hughes comenzó a vender el producto original de control de peso de Herbalife desde el maletero de su automóvil. 
En 1985, la empresa fue considerada la empresa privada de crecimiento más rápido en Estados Unidos por la revista Inc. después de que sus ventas aumentaran de USD 386.000 a USD 423 millones desde su fundación. En 1986, Herbalife se convirtió en una empresa que cotiza en bolsa en NASDAQ y se la renombró como Herbalife International.
El 20 de mayo de 2000, el fundador Mark Hughes murió a los 44 años. Después de su muerte, la empresa fue dirigida por Christopher Pair hasta octubre de 2001.
En 2002, J.H. Whitney & Company y Golden Gate Capital compraron la empresa por USD685 millones, lo que hizo que volviera a ser una empresa privada. Al mismo tiempo, las fuentes vegetales de efedrina se eliminaron de los productos Herbalife después de que varios estados de EE. UU. prohibieran los suplementos que contienen tales hierbas. En abril de 2003, Michael O. Johnson se unió a Herbalife como director general. A mediados de la década de 2000, Herbalife mejoró sus instalaciones de fabricación, la cual pasó a realizarse un 60 % internamente y cambió la forma en que la empresa vendía sus productos a los distribuidores.
El 7 de mayo de 2014, la empresa anunció que firmó un contrato con Bank of America Merrill Lynch para volver a comprar $266 millones de sus acciones. El Director de Operaciones, Richard Goudis, asumió el cargo de Director Ejecutivo en junio de 2017 y Johnson pasó a ser presidente ejecutivo.
El 25 de abril de 2018, Herbalife anunció que cambió su nombre de Herbalife Ltd. a Herbalife Nutrition Ltd. La empresa también anunció que sus accionistas habían aprobado una división de acciones de dos por uno. En enero de 2019, Herbalife anunció que reemplazaría a Goudis después de enterarse de los comentarios que había hecho antes de asumir el cargo de Director Ejecutivo que eran "contrarios a las políticas y prácticas comerciales relacionadas con los gastos de la empresa e inconsistentes con los estándares y la cultura de esta". Posteriormente, el ex Director Ejecutivo Johnson asumió el cargo de forma interina.
En marzo de 2020, John Agwunobi se convirtió en Director Ejecutivo. Ese mismo año, Herbalife lanzó “Nutrition for Zero Hunger”, un programa que busca acabar con el hambre a escala mundial para el año 2030. Como parte de “Nutrition for Zero Hunger”, la empresa amplió su asociación con el National Hispanic Council on Aging (“Consejo Nacional Hispano sobre el Envejecimiento”, NHCOA) para brindar educación nutricional y programas de acondicionamiento físico para la población hispana que envejece. Desde 2014, Herbalife ha financiado los programas de nutrición y educación para la salud de la organización sin fines de lucro, incluida su instalación de vivienda para personas mayores Casa Iris.

## Productos
Los productos de Herbalife Nutrition incluyen batidos de proteínas, así como barras de proteínas, tés, aloes, vitaminas y productos de hidratación, energía deportiva y cuidado personal. El producto estrella de la empresa es el batido de proteínas de Fórmula 1, un batido que sustituye la comida a base de soja. El producto se lanzó en 1980 y, a partir de 2015, fue el producto más vendido de la empresa, representando casi el 30 % de las ventas totales.
El proceso de producción de la empresa se basa en una estrategia de “sembrar para alimentar”, que la empresa inició en la década de 2010. Esto permite a la empresa rastrear el origen de los ingredientes de sus productos nutricionales. Desde el 2013, la empresa ha operado una instalación de extracción botánica en Changsha, Provincia de Hunan. La instalación produce extractos botánicos, que incluyen tés, guaraná, manzanilla, brócoli y arándano, para su uso en muchos de los productos de la empresa. Antes de procesar los extractos, se someten a un programa de identificación botánica y se analizan varias veces a lo largo del proceso de producción. Las materias primas procesadas de la instalación de extracción se utilizan en todas las instalaciones de fabricación de la marca de la empresa, así como en la de sus socios. En 2015, el 58 por ciento de los productos nutricionales de la empresa se fabricaban en instalaciones propiedad de Herbalife.
En 2020, Herbalife presentó una nueva línea de productos para el cuidado de la piel formulada con cannabinoides de cáñamo de amplio espectro llamada Enrichual. Ese año también se lanzó su nuevo producto de salud cognitiva MemoryArmor. MemoryArmor contiene extracto de Bacopa, que es una planta utilizada en la práctica medicinal tradicional de la India para apoyar la función cerebral, la memoria a corto plazo y el aprendizaje auditivo.

## Patrocinios deportivos
Herbalife Nutrition ha patrocinado al club de la Liga mayor de fútbol (MLS) LA Galaxy desde 2007 y ha patrocinado a Cristiano Ronaldo  desde el 2013. Ellos patrocinaron al FC Barcelona y a Lionel Messi entre 2010 y 2013. Herbalife también ha patrocinado al club de baloncesto Herbalife Gran Canaria desde 2012. En 2018, la empresa firmó un patrocinio exclusivo con Jonathan dos Santos que durará hasta la temporada 2021 de la MLS. En junio de 2020, Herbalife comenzó a patrocinar a Javier Hernández Balcázar, también conocido como Chicharito, a través de un contrato de varios años que dura hasta la temporada 2023 de la MLS. Herbalife también comenzó a patrocinar a Guangzhou Charge de la Overwatch League en julio de 2020.
Desde el año 2016 Herbalife Nutrition es el tercer mayor patrocinador del equipo de fútbol colombiano, Millonarios Fútbol Club.

## Controversias
Estudios independientes han desaconsejado el uso de estos productos. En 2006, el gobierno colombiano prohibió varios productos por sus "efectos farmacológicos". Sin embargo, su clasificación como "complemento dietético" evita los rigurosos controles sanitarios que implicaría una clasificación como "producto farmacológico." En abril de 2008 se desaconsejó su consumo en España por sospecha de ser responsable de nueve casos de toxicidad hepática que ocurrieron en España, Rusia (entre 2003 y 2007) y 37 casos en otros países de la Unión Europea, Islandia, Suiza e Israel (entre 1992 y 2006).Posteriormente, la Agencia Española de Seguridad Alimentaria y Nutrición (AESAN), en 2009, desestimo esta hipótesis inicial afirmando que " no parece existir una relación entre las anomalías hepáticas observadas con el consumo de un producto concreto sino, más bien, los efectos adversos se asocian a un determinado tipo de hábitos de consumo de algunos de estos productos". Es decir, desde AESAN se recomienda que estos productos incluyan un aviso sobre posibles riesgos para la salud asociados a las pérdidas aceleradas de peso, pero no señalan los productos de Herbalife como responsables de los casos de toxicidad hepática.
Los últimos estudios, publicados por la World Journal of Hepatology, consideran insuficientes los datos aportados en el estudio inicial del 2007 que vincula los productos de Herbalife con la hepatitis aguda. Estas investigaciones más recientes sostienen que este análisis inicial aporta una cantidad insuficiente de información sobre el historial médico de los supuestos damnificados, por lo que no se puede afirmar, científicamente hablando, que exista una causalidad entre los casos reportados de lesión hepática y los productos o ingredientes de Herbalife. De hecho, existen aún más estudios posteriores que indican que no hay una correlación entre productos sustitutos de las comidas enriquecidos con proteínas y unos efectos adversos en la función hepática, la función renal o la densidad ósea. 
Otra crítica que recibieron los productos Herbalife es el síndrome de abstinencia que tienen los usuarios una vez que dejan de consumir dichos productos. El daño hepático generado podría provocar cambios metabólicos que resulten en cambios contrarios a los publicitados.
El Fraud Discovery Institute (Instituto de Hallazgo de Fraude) señaló que las dosis diarias recomendadas de seis productos de Herbalife contenían niveles peligrosos de plomo que superó a la legislación californiana.
Las controversias vinculadas a Herbalife Nutrition a lo largo de su historia son varias, como se ha podido argumentar, pero la empresa en todo momento se ha volcado con organizaciones como la FDA u otras autoridades reguladoras de todo el mundo para poder esclarecer a través de una cooperación activa y una transparencia con la comunidad cualquier tipo de acusación vinculada a sus productos. 

### Acusaciones de estafa piramidal
Herbalife es considerada por diversas fuentes una estafa piramidal.En noviembre de 2011 un tribunal mercantil de Bruselas (Bélgica) dictaminó que Herbalife era un esquema de pirámide ilegal. Herbalife respondió a la decisión de Bélgica al afirmar que "Herbalife cree que la sentencia incluye errores de hecho y se basa en malas interpretaciones de la ley y su modelo de venta directa. Herbalife sigue comprometido con su modelo de ventas directas de multinivel y confía en que, al aclarar ciertos aspectos de su negocio, no habrá duda de que cumple con todas las leyes belgas vigentes".
El 20 de diciembre de 2012, Bill Ackman (de Pershing Square Capital Management) alegó que su empresa también creía que Herbalife era un esquema piramidal. Ackman afirmó que los distribuidores de Herbalife "obtienen principalmente el valor de su dinero del proceso de contratación en lugar de vender bienes y servicios a los consumidores." Su firma estimó que, desde 1980, el programa ha resultado en un total de más de USD 3500 millones en pérdidas netas que experimentaron aquellos que se encuentran en la parte inferior de la cadena de Herbalife.
Según varios comentaristas financieros, Ackman esencialmente hizo una apuesta de aproximadamente mil millones de dólares contra la empresa, mediante una venta corta sus acciones. Poco después de las declaraciones de prensa, el precio de las acciones disminuyó, de modo que Ackman habría ganado USD 300 millones si hubiera cerrado su posición corta en ese momento. En cambio, Ackman perdió la apuesta de mil millones de dólares de venta corta, y esta pérdida finalmente lo llevó a un conflicto público con Carl Icahn. Ackman dijo que donará todas sus ganancias de la inversión a la caridad, eliminando de la ecuación el incentivo financiero.
Herbalife respondió a la declaración de Ackman diciendo que «la presentación de hoy fue un ataque malicioso al modelo de negocios de Herbalife basado en gran parte en información desactualizada, distorsionada e inexacta. Herbalife opera con los más altos estándares éticos y de calidad, y nuestra administración y junta revisan constantemente nuestros productos y prácticas comerciales de Herbalife. También contratamos a expertos externos independientes para asegurarnos de que nuestras operaciones cumplan plenamente con las leyes y regulaciones. Herbalife no es un esquema piramidal ilegal».
En marzo de 2014, la Comisión Federal de Comercio abrió una investigación sobre Herbalife en respuesta a solicitudes de grupos de consumidores y miembros tanto del Congreso como del Senado de los Estados Unidos. Herbalife respondió a la investigación diciendo que «nos ponemos a disposición de la investigación, dada la enorme cantidad de información errónea que hay en el mercado, y cooperaremos plenamente con la Comisión Federal de Comercio. Estamos seguros de que Herbalife cumple con todas las leyes y regulaciones vigentes».
El 15 de julio de 2016 se cerraron las investigaciones. La empresa pagó un acuerdo extrajudicial por USD 200 millones y acordó distinguir entre distribuidores, personas que venden los productos y clientes. En 2018, Ackman anunció que ya no apostaba contra Herbalife.

## Litigios
En el reporte financiero de la Comisión de Seguridad e Intercambio de EE. UU. del año 2006, los directivos de Herbalife informaron la existencia de 2 litigios pendientes:
En Minton vs. Herbalife International, se acusa a la compañía de no asistir en forma correcta a sus distribuidores en cuestiones de marketing, negocios y fraude, mientras que en Mey vs. Herbalife International se afirma que algunas prácticas telefónicas de los distribuidores independientes violan leyes de protección al consumidor.
Frente a esto, los directivos de Herbalife sostienen tener defensas procedentes en ambos casos. También sostienen que cualquier litigio que fuere a surgir en el futuro no afectará las finanzas de la empresa.

## Países donde opera Herbalife
| Países americanos | Países europeos | Países asiáticos | Países euroasiticos                                             | Países africanos                                                         | Países oceánicos            |
| --- | --- | --- | --------------------------------------------------------------- | ------------------------------------------------------------------------ | --------------------------- |
| - Argentina - Aruba - Bolivia - Brasil - Canadá - Chile - Colombia - Costa Rica - Ecuador - El Salvador - Estados Unidos - Guatemala - Honduras - Jamaica - México - Nicaragua - Panamá - Paraguay - Perú - Puerto Rico - República Dominicana - Trinidad y Tobago - Uruguay - Venezuela | - Alemania - Austria - Bélgica - Bosnia y Herzegovina - Bulgaria - Croacia - República Checa - Dinamarca - Eslovaquia - Eslovenia - España - Estonia - Finlandia - Francia - Grecia - Hungría - Islandia - Irlanda - Italia - Letonia - Lituania - Moldavia - Mónaco - Noruega - Países Bajos - Polonia - Portugal - Reino Unido - Rumania - Serbia - Suecia - Suiza - Ucrania | - Camboya - China - Corea del Sur - Filipinas - Hong Kong - India - Indonesia - Israel - Japón - Kirguistán - Macao - Malasia - Singapur - Taiwán - Tailandia - Vietnam | - Armenia - Azerbaiyán - Georgia - Rusia - Turquía - Kazajistán | - Botsuana - Ghana - Lesoto - Namibia - Sudáfrica - Suazilandia - Zambia | - Australia - Nueva Zelanda |